# Blef Coogana
Blef Coogana (ang. Coogan's Bluff) – amerykański film sensacyjny z 1968 roku w reżyserii Dona Siegela.

## Obsada
- Clint Eastwood – Walt Coogan
- Lee J. Cobb – porucznik McElroy
- Susan Clark – Julie Roth
- Tisha Sterling – Linny Raven
- Don Stroud – James Ringerman
- Betty Field – pani Ringerman
- Tom Tully – szeryf McCrea
- Melodie Johnson – Millie
- James Edwards – sierżant Jackson
- Rudy Diaz – Uciekający Niedźwiedź
- David Doyle – Pushie
- Seymour Cassel – młody Hood

## Fabuła
Sierżant Walt Coogan jest zastępcą szeryfa w Arizonie. Otrzymuje zadanie dostarczenie więźnia (James Ringerman) z Nowego Jorku. Sprawa się komplikuje, gdy z nieuwagi strażnika, przestępcy udaje się uciec. Coogan, który nosi kapelusz kowboja i zachowuje się jak postać z Dzikiego Zachodu nie jest typem gliniarza, który wraca z pustymi rękoma. Wbrew poleceniu swoich przełożonych, Coogan podąża tropem zbiega.